# 王訓 (萬曆進士)
王訓（1567年10月9日—1602年），字懋先，號海輪，江西南昌府南昌縣歷山里軍籍，明朝政治人物。

## 生平
王訓早年出身國子生，以《詩經》中萬曆十六年（1588年）戊子科江西鄉試舉人第四十二名，二十九年（1601年）會試中式第一百九十八名，成第三甲第一百一十六進士，獲授潮陽知縣，任內清廉愛民，讓當地人感恩，死後入祀名宦祠。

## 家族
曾祖王立綱，祖父王佐臣，父親縣主簿王寀，母親熊氏，繼母金氏。永感下。